# 魔法の国が消えていく
『魔法の国が消えていく』（The Magic Goes Away）は、アメリカの小説家ラリイ・ニーヴンの1976年の短編小説、およびそれを基にした1978年の中編小説と同名の中・短編集。または同じ世界を舞台とした小説のシリーズ。魔力をエネルギー源として扱ったことから話題を呼び、ロジカル・ファンタジーとも呼ばれた。ニーヴンの作品に触発された作家たちが、同じ世界を舞台とした作品を執筆し、短篇集が出版されている。

## 概要
主な舞台は12,000年前の地球。マナと呼ばれる魔法の力が枯渇しつつある世界において、魔法使いたちの物語を描く。中でもウォーロックと呼ばれる魔法使いを主人公とした3作品が中心となっている。
- 『終末まで遠くない』（Not Long Before the End）
- 『ガラスの短剣』（What Good is a Glass Dagger?）
- 『魔法の国が消えていく』（The Magic Goes Away）

作中では、マナや魔法について、以下のような描写がある。
1. マナは地球上の天然資源であり、魔法を使うことで減少する。
2. マナが枯渇した場所では、魔法は使えない。マナに依存して生きている生物（神、悪魔、ドラゴン、一角獣、人魚など）は、マナの枯渇した場所では死亡するか変態をとげる。魔法で作られた物体は、マナの枯渇により崩壊する。
3. 隕石などの地球外から降ってきた物体にはマナが含まれている。また、殺人によっても大量のマナを得られる。
4. 魔法使いは、名前を知った相手を操れる。そのため魔法使いは本名を明かさない。

## 登場人物、アイテム

### 主な登場人物
ウォーロック
世界最強の魔法使い。名前は「戦争を封じるもの」という意味からとられている。魔法使いギルドのリーダーで200歳を越えているが、呪文によって若さを保っている。〈ウォーロックの車〉と呼ばれる魔法の物体で実験を行ない、マナについての秘密を知る。
クラブフート
アメリカ・インディアンの魔法使いで、気象の呪文の達人。幾度もウォーロックを助ける。
ミランディ
魔法使い。ウォーロックと同棲経験がある。呪文によって若さを保っており、マナが希薄な場所では髪の色が白くなる。
ウエイヴィヒル
世界初の妖術師。殺人からマナを得る技術を習得し、ウォーロックと対決する。不死身の呪文を身体にかけている。
アラン
人狼。アトランティスの学生で反戦主義者。自分たちの活動のために〈ウォーロックの車〉を盗もうとして捕まり、のちにウォーロックを助ける。
オロランデス
剣士。ギリシアの兵士としてアトランティスを攻撃して神官たちを殺し、アトランティスが水没する原因を作った。罪をつぐなおうとしてウォーロックに同行する。
ハップ
剣士。グリランドリーという魔剣を手に入れてウォーロックの命を狙う。
ピランサー
魔法使い。一族を連れて残存マナの豊富なオーストラリアへ移住する。マナの源を手に入れるためにウォーロックを追跡する。
ローズ＝カティ
地上最後の神。愛と狂気を司る。

### アイテム
ウォーロックの車
ウォーロックが発明した銅板。上限を課さない動力学の魔法により、銅板は周囲のマナが枯渇するまで回転し続ける。この銅板が永久に回転を続けなかったため、ウォーロックはマナには上限があると知った。
グリランドリー
剣の形をした強力な悪魔。持ち主に寄生し、魔法や危害から守るかわりに1年で命を奪う。

## あらすじ

### 終末は遠くない（Not Long Before the End）
ウォーロックは、魔剣グリランドリーをもった剣士ハップに襲われる。ハップの目的は、彼と同棲している村娘のシャーラを手に入れることだった。ウォーロックの魔法は全てグリランドリーに吸収され、背中に封印しておいた影の悪魔も倒されてしまう。最後の手段として、彼は〈ウォーロックの車〉を作動させ、グリランドリーからマナを奪って消滅させる。しかしマナの枯渇によって不老の呪文も効力を失い、一気に老人となったウォーロックは死に瀕する。

### ガラスの短剣（What Good is a Glass Dagger?）
ウォーロックとグリランドリーの対決により、マナの秘密は世界に知れ渡った。対決から1年後、ウォーロックの住まいに人狼のアランが忍び込む。アランは、〈ウォーロックの車〉を盗んで反戦活動に使うつもりだった。魔法が使えなくなれば、人々は生命の危険を冒すような戦争は行なわなくなるというのが彼の考えだった。しかしアランはウォーロックに捕らえられ、ガラスの短剣を胸に刺される。ウォーロックによれば、魔法が効いているうちは短剣は消えているが、マナの希薄な場所に行けば実体になってアランの命を奪うという。ウォーロックのもとを逃げ出したアランは大陸で暮らすようになる。
一方、集落の人間が一夜のうちに姿を消すという事件が発生し、ウォーロックを悩ませるようになる。現場には血痕が残されていたが、人々の行方はわからないまま、同様の事件が数十年にわたって続く。やがて、事件の犯人に妖術師がいると突き止めたウォーロックは対決を決心し、アランに同行を頼む。

### 魔法の国が消えていく（The Magic Goes Away）
妖術師のウエイヴィヒルとの対決から約20年後。ウォーロックとクラブフートは魔法使いたちを招集し、髑髏だけとなったウエイヴィヒルを復活させた。会議の目的は、マナを取り戻す方法を話し合うことであり、ウォーロックは、月を地上へ降ろしてそのマナを使う計画を立てていた。剣士のオロランデスと魔法使いのミランディを加えた一行は、ウエイヴィヒルの案内で、地上最後の神を探すための旅に出る。神を復活させれば、月を降ろせるかもしれないという考えだった。
しかし、ウォーロックに反感を持つ魔法使いのピランサーが密かに彼らを追跡する。ウォーロックたちは最後の神が眠るという山脈を目指すが、妨害が入り、ウォーロックとクラブフートは北欧人に捕らえられる。オロランデスとミランディは山へ登り、最後の神が収められている巨大な「世界の虫」の口までたどりつくが、ピランサーの襲撃を受けてしまう。数々の危機を脱したウォーロックたちは、ようやく神を発見して復活に成功するが、神の真の姿と計画の行く末はウォーロックの想像を絶するものだった。

## 書誌情報
日本語訳
- The Flight of the Horce (1973)『ガラスの短剣』　厚木淳訳、東京創元社〈創元推理文庫〉、1981年。 - 『ガラスの短剣』の他に、SF小説を収録した短編集
- The Magic Goes Away (1978)　『魔法の国が消えていく』　厚木淳訳、東京創元社〈イラストレイテッドSF!〉、1980年 / 〈創元推理文庫〉、1984年。 - 解説はサンドラ・ミーゼル
- The Magic May Return (1981) 『魔法の国がよみがえる』　厚木淳訳、東京創元社〈創元推理文庫〉、1986年。
  - 「終末は遠くない」　ラリイ・ニーヴン
  - 「地球を覆う陰」　フレッド・セイバーヘーゲン
  - 「マナの嵐」　ディーン・イング
  - 「“…でも恐怖そのものが”」　スティーヴン・バーンズ
  - 「千里眼」　ポール・アンダースン、ミルドレッド・ドーニー・ブロクソン
- More Magic (1984) 『魔法の国よ永遠なれ』　厚木淳訳、東京創元社〈創元推理文庫〉、1986年。
  - 「ライアンの料亭」　ラリイ・ニーヴン
  - 「翼の影」　ボブ・ショウ
  - 「護符」　ラリイ・ニーヴン、ダイアン・ジラード
  - 「天国からのマナ」　ロジャー・ゼラズニイ